# Пильний комір
Пильний комір (тур. Tozluyaka) — турецький телесеріал 2022 року у жанрі молодіжної драми, та створений компанією NTC Medya. В головних ролях — Долунай Сойсерт, Емре Кинай, Тайанч Айайдин, Бегюм Біргорен, Ульві Ках'яоглу, Чагла Шимшек.
Перша серія вийшла в ефір 27 червня 2022 року.
Серіал має 1 сезон. Завершився 26-м епізодом, який вийшов у ефір 25 грудня 2022 року.
Режисер серіалу — Семіх Багчі.
Сценарист серіалу — Єкта Торун.

## Сюжети
Щасливе життя Алі та його друзів змінюється за одну ніч. У них немає нічого, крім довгої ночі таємниць і сумнівів. Коли вони вірять, що справедливість до них не прийде, стається диво. Насправді все не так, як здається. Вони безстрашно вирушають у нове життя, щоб знайти правду. Коли їхня сміливість додасться до їхньої сили, їм залишиться лише одну за одною відкривати двері тієї таємної ночі. Знайти ключі буде нелегко.

## Актори та персонажі
| Актор                | Роль           |
| -------------------- | -------------- |
| Долунай Сойсерт      | Дерія Озтюрк   |
| Емре Кинай           | Кенан Ягізоглу |
| Тайанч Айайдин       | Ондер Кочак    |
| Бегюм Біргорен       | Несрін Кочак   |
| Каан Мірак Сезен     | Алі Озтурк     |
| Еджем Чалхан         | Джемре Їлмаз   |
| Ульві Ках'яоглу      | Берк Ягізоглу  |
| Чагла Шимшек         | Хазал Кучук    |
| Джан Барту Аслан     | Сінан Нарінсес |
| Серра Пиринч         | Зейно Сари     |
| Нур Язар             | Кадер Сари     |
| Небіл Саїн           | Ведат Нарінсес |
| Бюлент Алкиш         | Фират Сари     |
| Кадір Яшар           | Осман Акін     |
| Озгюр Фостер         | Едже Шімшек    |
| Ахмет Хактан Завлак  | Чагрі Кочак    |
| Дурукан Челіккая     | Вефа Акін      |
| Дуйгу Озшен          | Айла Йилмаз    |
| Огульджан Арман Услу | Білал Нарінсес |
| Дога Лара Аккая      | Дуру           |
| Егемен Алмачі        | Ферді          |
| Догач Гьозделі       | Садік          |

## Сезони
| Сезон | Епізоди | Епізоди | Оригінальний показ | Оригінальний показ | Оригінальний показ |
| Сезон | Епізоди | Епізоди | Перший показ       | Останній показ     | Мережа             |
| ----- | ------- | ------- | ------------------ | ------------------ | ------------------ |
| 1     | 26      | 26      | 27 червня 2022     | 25 грудня 2022     | FOX                |

## Рейтинги серій

### Сезон 1 (2022)
| Серія       | Рейтинг (TOTAL) | Рейтинг (AB) | Рейтинг (ABC1) |
| ----------- | --------------- | ------------ | -------------- |
| 1.          | 3.42            | 3,69         | 3,80           |
| 2.          | 4.37            | 4.12         | 4.12           |
| 3.          | 5.01            | 3.46         | 3.90           |
| 4.          | 4.71            | 3.68         | 3.83           |
| 5.          | 5.33            | 3,97         | 3,87           |
| 6.          | 5.13            | 3.73         | 4.65           |
| 7.          | 5.80            | 4.35         | 4.60           |
| 8.          | 5,71            | 3,93         | 4,73           |
| 9.          | 4,37            | 3,20         | 3,42           |
| 10.         | 4,65            | 3,37         | 3,79           |
| 11.         | 4,32            | 2,95         | 3,63           |
| 12.         | 4,14            | 2,67         | 3,37           |
| 13.         | 3,99            | 2,27         | 3,27           |
| 14.         | 3,61            | 2,42         | 2,86           |
|             | 3,65            | 1,82         | 2,84           |
| 16.         | 3,23            | 1,46         | 2,38           |
| 17.         | 4,10            | 2,46         | 3,57           |
| 18.         | 3,51            | 2,33         | 2,80           |
| 19.         | 3,64            | 2,28         | 2,90           |
| 20.         | 3,67            | 2,79         | 3,13           |
| 21.         | 2,92            | 1,96         | 2,13           |
| 22.         | 3,49            | 2,26         | 2,70           |
| 23.         | 3,42            | 1,60         | 2,43           |
| 24.         | 2,43            | 1,89         | 2,04           |
| 25.         | 2,91            | 1,56         | 2,28           |
| 26. (фінал) | 2,94            | 1,52         | 2,34           |